# Aiura

三名女主角，分别是天谷奏香，岩泽彩生和上原步子（从左数起）

《Aiura》（日語：あいうら）為茶麻以四格漫畫形式發表的日本漫畫作品。電視動畫於2013年4月起在東京電視台播放。

## 概要
故事主要描述女高中生天谷奏香、岩澤彩生、上原步子及其同學們的各種日常生活。

## 登場人物

### 高中生
天谷奏香（聲：中島唯）
女生。班級從1年3班→2年2班。1年級時的座號為1號。茶色頭髮，右側綁著小馬尾。思考方向非常不正常，常會做一些蠢行為並被彩生教訓。房間據說很可怕。
岩澤彩生（聲：飯田友子）
女生。奏香的青梅竹馬。班級從1年3班→2年2班。1年級時的座號為2號。金色短髮。個性相當冷酷，單靠眼神就可讓不少人嚇著。對做事不正經的奏香有點厭煩。
上原步子（聲：田村奈央）
女生。班級從1年3班→2年2班。個子矮小。第一次遇見奏香和彩生時，冰淇淋被奏香撞掉，於是奏香給了激辛鯛魚燒。曾經被奏香說「沒什麼命名品味」。
簗瀨芽依（聲：佐倉綾音）
女生。班級從1年3班→2年2班。1年級時的座號為30號。1年級時擔任班長。認真負責，很重視成績。意外的喜歡棒球。
真中南緒
女生。班級從1年3班→2年2班。1年級時的座號為29號。芽依的朋友，常在一起。很聰明，常常教奏香等人讀書。
佐竹達也
男生。班級從1年3班→2年2班。茶色頭髮，和南緒同一所中學畢業。
榎畑
戴眼鏡的男生。班級從1年3班→2年2班。髮色為土黃色，達也的友人。
小松春菜
女生。班級從1年3班→2年2班。頭上的茶色馬尾為其特徵。網球社社員。
辻惠理
女生。班級從1年3班→2年2班。有著男性化的容貌。髮型是有如刺蝟的黑短髮。
柏尾泉水
女生。班級從1年1班→2年1班。髮色帶有淺茶色的黑長髮。身高與奏香相仿。意外的很會料理。有個哥哥。
畔田亞里沙
女生。班級從1年1班→2年1班。黑色的妹妹頭。有點無口的可愛小女孩，想成為聲優。
吉野羽美
女生。班級從1年1班→2年1班。泉水和亞里沙的朋友，茶色長髮。對自己的身材很在意。
中根優月
女生。1年級時班級未知。二年級為2年2班。黑色長髮。名字直到漫畫第七集(最後一集)的最後才公布。
猶原陽奈子
女生。奏香的後輩。成立彩生粉絲團。
榎畑瑠唯
女生。1年級生。陽奈子的友人，榎畑的妹妹。
赤松
男生。颯太的同學。特殊能力是收集學校中美少女的資料。

### 教師
山下壽美子（聲：内山夕實）
原為1年3班的導師，第28話後為2年2班的導師。女性體育教師。Web版第6話時為26歲。
松野修作（聲：杉田智和）
男性數學教師。Web版第6話時為28歲。黑髮。
若月美鈴（聲：田村由香里）
原為1年1班的導師，第28話後為2年1班的導師。女性英語教師。Web版第6話時為30歲、Web版第31話時為31歲、Web版第50話時為32歲。單身。
水森
女性保健室教師。Web版第31話時為24歲。

### 學生家人
天谷颯太（聲：花守ゆみり）
奏香的弟弟。國中2年級生→國中3年級生→高中1年級生。茶色頭髮。對於常製造問題的姐姐莫可奈何，房間也常被她霸佔。無法招架女生的奉承。
芽依之父
芽依的父親。本名不明。戴著眼鏡的普通中年男性。
上原裕子
步子的姐姐。年齡不詳。
吉野晴
羽美的姐姐。雜誌版第16話時為20歲。
柏尾淳
泉水的哥哥。爽朗青年。

### 其他人物
八隅
擔任裕子及廣瀨的編輯。女性。
廣瀨
漫畫《白餡輪盤》的作者。雜誌版第14話時為23歲。男性漫畫家。
相浦紀子
從Web版第18話開始擔任情報單元解說的少女。
茶麻
原作者。主要在番外篇登場。

## 出版書籍
| 卷數 | 角川書店       | 角川書店               | 台灣角川       | 台灣角川               |
| 卷數 | 發售日期       | ISBN                   | 發售日期       | ISBN                   |
| ---- | -------------- | ---------------------- | -------------- | ---------------------- |
| 1    | 2012年2月4日   | ISBN 978-4-04-120186-2 | 2013年11月20日 | ISBN 978-986-325-682-3 |
| 2    | 2012年8月4日   | ISBN 978-4-04-120346-0 | 2014年2月14日  | ISBN 978-986-325-802-5 |
| 3    | 2013年3月4日   | ISBN 978-4-04-120649-2 | 2014年9月24日  | ISBN 978-986-366-139-9 |
| 4    | 2013年4月4日   | ISBN 978-4-04-120650-8 | 2015年6月18日  | ISBN 978-986-366-554-0 |
| 5    | 2013年12月28日 | ISBN 978-4-04-120962-2 | 2018年8月13日  | ISBN 978-957-564-328-7 |
| 6    | 2014年7月26日  | ISBN 978-4-04-102033-3 | 2018年8月13日  | ISBN 978-957-564-329-4 |
| 7    | 2014年8月27日  | ISBN 978-4-04-102027-2 | 2018年8月13日  | ISBN 978-957-564-330-0 |

### Web版各话列表
| 話數     | 日語標題     |
| -------- | ------------ |
| 第1話    | 初登校       |
| 第2話    | ホームルーム |
| 第3話    | あだ名       |
| 第4話    | パン         |
| 第5話    | ボウリング   |
| 第6話    | 先生         |
| 第7話    | 事件         |
| 第8話    | ケータイ     |
| 第9話    | 部活         |
| 第10話   | 弟           |
| 第11話   | 結果         |
| 第12話   | サッカー     |
| 第13話   | 雨           |
| 第14話   | 話題         |
| 第15話   | プール       |
| 第16話   | バイト       |
| 第17話   | 対決         |
| 第18話   | クッキー     |
| 第19話   | 体育祭       |
| 第20話   | 上原家       |
| 第21話   | 漫画家       |
| 第22話   | 寄り道       |
| 第23話   | クリスマス   |
| 第24話   | ダイエット   |
| 第25話   | 風邪         |
| 第26話   | 身長         |
| 第27話   | 1            |
| 第28話   | 2年生        |
| 第29話   | 通学         |
| 第30話   | ケンカ       |
| 第31話   | 飲み会       |
| 第32話   | 岩沢家       |
| 第33話   | 追跡         |
| 第34話   | 写真         |
| 第35話   | 昼休み       |
| 第36話   | 映画         |
| 第37話   | 夏祭り       |
| 第38話   | スイカ       |
| 第39話   | 小学生       |
| 第40話   | サイフ       |
| 第41話   | 演劇         |
| 第42話   | 体育祭II     |
| 第43話   | 手紙         |
| 第44話   | 犬           |
| 第45話   | パーティー   |
| 第46話   | 初夢         |
| 第47話   | ヒーロー     |
| 第48話   | 新年会       |
| 第48.5話 | 間話         |
| 第49話   | 入学         |
| 第50話   | お祝い       |
| 第51話   | 球技大会     |
| 第52話   | 修学旅行Ⅱ    |
| 第53話   | 修学旅行Ⅲ    |
| 第54話   | 進路         |
| 第55話   | メガネ       |
| 第56話   | 夏休み       |
| 第57話   | 猫           |
| 第58話   | デート       |
| 第59話   | プレゼント   |
| 第60話   | 団子         |
| 第61話   | ライブ       |
| 第62話   | 体育         |
| 第63話   | 勉強会       |
| 第64話   | 贈り物       |
| 第65話   | 初詣         |
| 第66話   | ラブレター   |
| 第67話   | モデル       |
| 第68話   | 受験         |
| 第69話   | 合格発表     |
| 第70話   | 卒業式       |
| 第71話   | 動物園       |
| 最終話   | 出発         |

## 電視動畫
於2013年4月在東京電視台、NICONICO動畫播放。

### 製作人員
- 原作：茶麻
- 監督、劇本、分鏡、演出：中村亮介
- 人物設計：細居美惠子
- 主動畫師：小木曾伸吾、菊池愛
- 美術監督：金子英俊
- 色彩設計：茂木孝浩
- 視覺設計：渡部岳
- 攝影監督：五十嵐慎一
- 編輯：肥田文
- 音響監督：清水洋史
- 音響製作：東北新社
- 製作人：堀切伸二、吉田壮宏、佐佐木亮（東京電視台）
- 關聯製作人：酒井雅人、山川典夫（東京電視台）、原田鐵平、大沼匡輔、坂田未有
- 主管：平田惣祐
- 音樂：村井秀清
- 音樂製作：波麗佳音
- 動畫製作人：里見哲朗、土田大亮
- 動畫製作：LIDENFILMS
- 製作：Aiura製作委員會

### 主題曲
片頭曲
作詞、作曲：三浦誠司，編曲：梅堀淳
歌唱：（中島唯、飯田友子、田村奈央）
片尾曲
作詞：木本慶子，作曲：村井秀清，編曲：HΛL
歌唱：（中島唯、飯田友子、田村奈央）
插入曲
作詞：木本慶子，作曲：RegaSound，編曲：今泉洋
歌唱：（中島唯、飯田友子、田村奈央）

### 各集標題
| 集數   | 日語標題 | 中文標題 | 劇本     | 分鏡     | 演出     | 作畫監督   | 總作畫監督 |
| ------ | -------- | -------- | -------- | -------- | -------- | ---------- | ---------- |
| 第1話  |          | 前天     | 中村亮介 | 中村亮介 | 中村亮介 | 細居美惠子 | -          |
| 第2話  |          | 初次上學 | 中村亮介 | 中村亮介 | 中村亮介 | 細居美惠子 | -          |
| 第3話  |          | 教室     | 中村亮介 | 中村亮介 | 中村亮介 | 細居美惠子 | -          |
| 第4話  |          | 老師     | 中村亮介 | 中村亮介 | 中村亮介 | 細居美惠子 | -          |
| 第5話  |          | 事件     | 中村亮介 | 中村亮介 | 中村亮介 | 小木曾伸吾 | 細居美惠子 |
| 第6話  |          | 弟       | 中村亮介 | 中村亮介 | 中村亮介 | 菊池愛     | 細居美惠子 |
| 第7話  |          | 天谷家   | 中村亮介 | 中村亮介 | 中村亮介 | 菊池愛     | 細居美惠子 |
| 第8話  |          | 社團活動 | 中村亮介 | 中村亮介 | 中村亮介 | 小木曾伸吾 | 細居美惠子 |
| 第9話  |          | 夢       | 中村亮介 | 中村亮介 | 中村亮介 | 細居美惠子 | -          |
| 第10話 |          | 問題     | 中村亮介 | 中村亮介 | 中村亮介 | 菊池愛     | 細居美惠子 |
| 第11話 |          | 雨       | 中村亮介 | 中村亮介 | 中村亮介 | 小木曾伸吾 | 細居美惠子 |
| 第12話 |          | 明天見   | 中村亮介 | 中村亮介 | 中村亮介 | 細居美惠子 | -          |

### 播放電視台
日本深夜動畫：下文記載的日本国内播放時間使用日本標準時間（UTC+9）表示。因為部分時間标识會採用30小时制，因此請留意这类超过24:00的时间，其實際播放時間為翌日清晨。
| 播放地區   | 播放電視台   | 播放日期               | 播放時間（UTC+9）          | 所屬聯播網 | 備註     |
| ---------- | ------------ | ---------------------- | -------------------------- | ---------- | -------- |
| 關東廣域圈 | 東京電視台   | 2013年4月9日 - 6月25日 | 星期二 25時35分 - 25時40分 | 東京電視網 |          |
| 日本全國   | NICONICO動畫 | 2013年4月9日 - 6月25日 | 星期二 25時40分 更新       | 網路電視   | 有片尾曲 |
| 日本全國   | AT-X         | 2013年4月16日 - 7月2日 | 星期二 21時25分 - 21時30分 | 衛星電視   | 有重播   |

| 日本東京電視台 星期二 25時35分 - 25時40分 | 日本東京電視台 星期二 25時35分 - 25時40分 | 日本東京電視台 星期二 25時35分 - 25時40分 |
| ----------------------------------------- | ----------------------------------------- | ----------------------------------------- |
|                                           | Aiura （2013年4月9日 - 6月25日）          |                                           |
| 戰勇。 第1期                              | 戰勇。 第2期                              |                                           |

## 外部連結
- （日語） 4格nano ace（页面存档备份，存于）
- （日語） Aiura - NICONICO漫畫 （页面存档备份，存于）
- （日語） 東京電視台官網 （页面存档备份，存于）
- （日語） NICONICO動畫介紹